# Chief Learning Officer
Der Chief Learning Officer (CLO) ist eine Bezeichnung für Führungskräfte nach dem sogenannten CxO-System, die aus dem englischsprachigen Raum stammt, sich aber zunehmend auch international durchsetzt. Diesen Titel führen in der Regel Leiter von Personalentwicklungsabteilungen oder firmeneigenen Bildungsträgern wie Firmencolleges, -akademien oder Corporate Universities. Er soll die Ausschöpfung des Potentials der Mitarbeiter erreichen. Außerdem ist er hiercharchieübergreifend für das Wissensmanagement des Unternehmens sowie für die Personalentwicklung und das Coaching von Führungskräften verantwortlich.
Die Haufe Gruppe vergibt jedes Jahr einen Award Chief Learning Officer.
Das Akronym „CLO“ ist dabei nicht eindeutig, wird auch für Chief Law Officer bzw. Chief Legal Officer (Leiter der Rechtsabteilung) oder Chief Logistic Officer verwendet. Im US-amerikanischen Raum ist CLO eine bestehende Bezeichnung für Chief Listening Officer, eine koordinierende Stelle in Unternehmen, die Social-Media-Aktivitäten verantwortet.